# Rendang

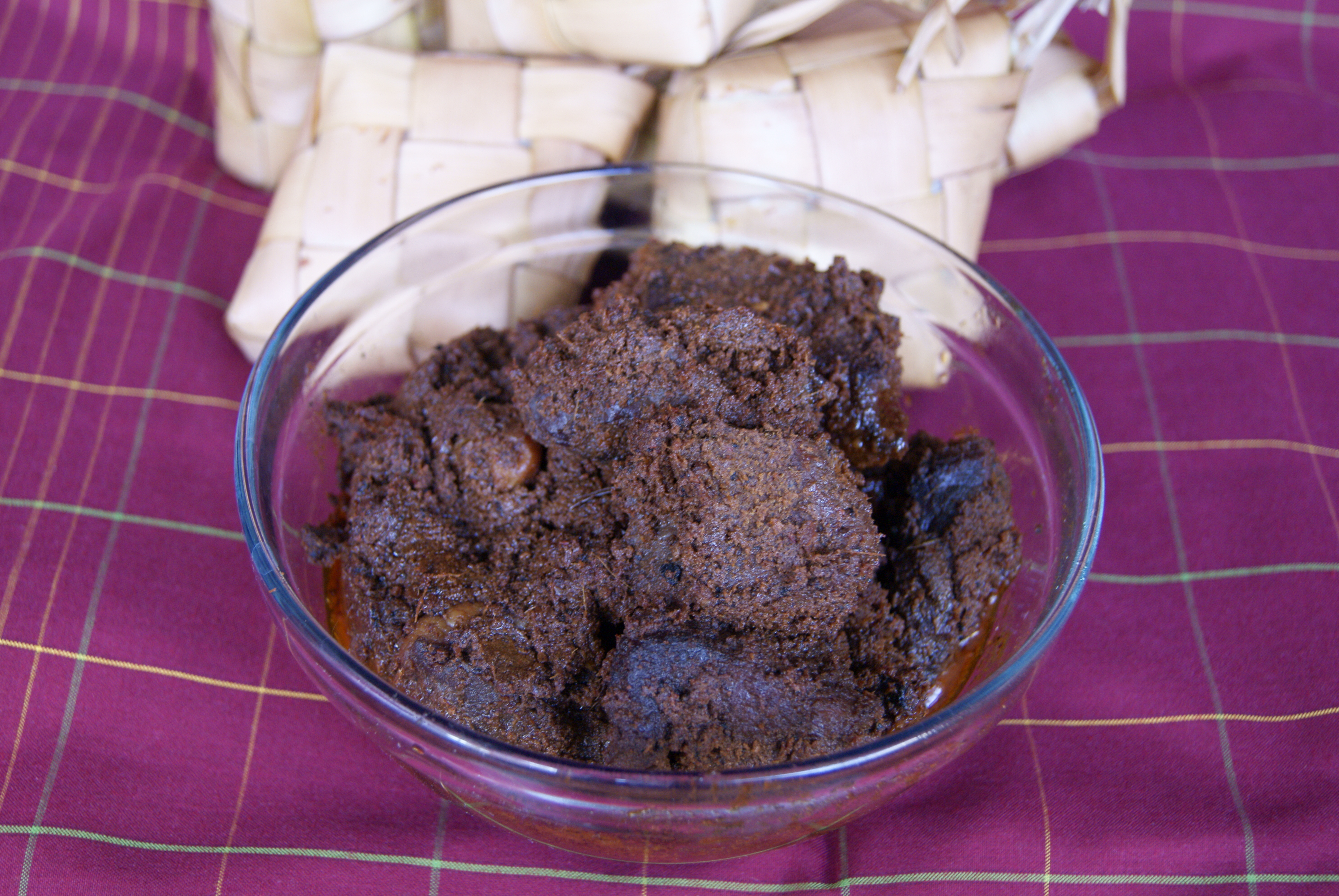
Rendang

Rendang je pokrm indonéské kuchyně, původní recept pochází od národa Minangkabaů, kde se podává jako slavnostní pokrm při svatbách nebo oslavách ukončení ramadánu. Skládá se z hovězího masa, které se nakrájí na kostky a dusí s kokosovým mlékem a kořenící pastou, která obsahuje zázvor, galgán, kurkumu, chilli papričky, badyán, cibuli a česnek. Pomalým dušením, které trvá několik hodin, se odpaří veškerá tekutina a maso se rozpadne. Hotový rendang má mít sypkou strukturu, podává se s rýží nebo ketupat, rýžovými knedlíčky vařenými v palmových listech. 
Ostré koření a důkladná tepelná příprava umožňují chránit maso v tropických podmínkách před zkažením: uvádí se, že správně připravený rendang vydrží tři týdny při pokojové teplotě a až půl roku v chladničce. Obdobným pokrmem je kalio, které se připravuje ze stejných ingrediencí, ale vaří se krátce a zůstává tekuté. 
Rendang byl zvolen nejchutnějším jídlem na světě podle hlasování na facebooku Travel.CNN, jehož se v roce 2011 zúčastnilo 35 000 osob.